# Université chrétienne du Texas
L'université chrétienne du Texas (en anglais Texas Christian University, en abrégé TCU) est une université américaine située dans la ville de Fort Worth, au Texas. Elle a été fondée en 1873, et compte environ 9 500 étudiants en cycles undergraduate et postgraduate avec un campus de 1,3 km2.
Les équipes de sport universitaire portent le nom des Horned Frogs.

## Anciens étudiants
- Jake Arrieta
- Sammy Baugh
- Andy Dalton
- Spencer Hays
- Bob Lilly
- Cameron Norrie
- Davey O'Brien
- Kurt Thomas
- LaDainian Tomlinson